# Andělská Hora (district de Karlovy Vary)
Pour les articles homonymes, voir Andělská Hora.
Andělská Hora (en allemand : Engelhaus, précédemment : Engelsberg, Engelstad, Engelstadt, Engelspurk) est une commune du district et de la région de Karlovy Vary, en République tchèque. Sa population s'élevait à 376 habitants en 2021.

## Géographie
Andělská Hora se trouve à 8 km au sud-est du centre de Karlovy Vary et à 107 km à l'ouest de Prague.
La commune est limitée par Šemnice au nord, par le terrain militaire de Hradiště à l'est, par Stružná au sud, par Pila au sud-ouest, et par Karlovy Vary à l'ouest.

## Histoire
La première mention écrite du village date de 1402.